# RPG (llenguatge de programació)
RPG (de l'anglès Report Program Generator) és un llenguatge de programació d'alt nivell que va ser presentat al públic per IBM el 1964 i estava dissenyat originalment per generar informes comercials o de negocis.
L'RPG va ser creat el 1960 per a la sèrie 1400, però no va ser fins al 1964 quan es va presentar la versió final per a la IBM System/360. Ha estat actualitzat en diverses ocasions, donant origen a les diferents versions del llenguatge. Una de les últimes actualitzacions que s'ha realitzat fins avui és l'RPG/IV el 1995, disponible per als ordinadors IBM de la família AS/400. Posteriorment, el 2001, i amb l'aparició de la versió 5 de l'OS/400, va sorgir una nova modificació sobre el llenguatge, suportant-se a partir d'aquest moment la programació en format lliure. Així mateix, es desenvolupen les funcions incorporades que substitueixen a molts dels antics indicadors i codis d'operació. Totes aquestes incorporacions permeten que l'RPG es converteixi en un llenguatge molt més llegible, clar, flexible i modern.
Entre els seus principals característiques es poden destacar les següents:
1. Orientat a la producció d'informes.
2. Realitza càlculs fàcilment.
3. Fa servir fulles de codificació diferents per a la descripció de fitxers, entrada de dades, sortida de resultats, etc.